# توجيه ذاتي (صواريخ)

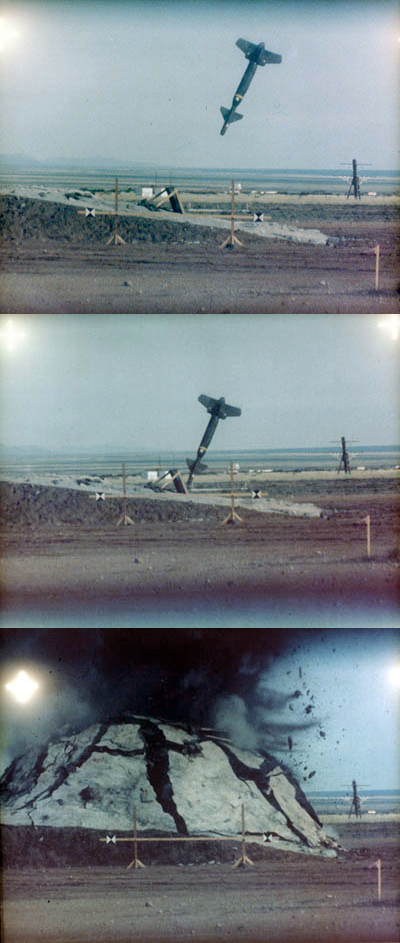
قنبلة موجهة تضرب الهدف في حصة تدريبية

هو أحد أحد أنظمة توجيه الصواريخ المعروفة وهو نظام يعتمد على توجيه الصواريخ دون التدخل البشرى وإنما عن طريق منظومة متكاملة آلية من لحظة إطلاق الصاروخ وحتى إصابة الهدف وعادة يستخدم هذا النظام في الصواريخ الأرض-جوية أو صواريخ الدفاع الجوى الحديثة أو الصواريخ الجو-جوية.
و كأمثلة منها :سام 6- سام7- البوك- أس - 300- الهوك- الشابرال- الأفنجر- الإستنجر
و ينقسم هذا النظام إلى ثلاثة أنظمة بناء على مصدر شعاع توجيه الصاروخ وهي:

## التوجيه الذاتي الإيجابي
و يكون مصدر شعاع التوجيه هو الصاروخ ذاته ويعمل كالتالي:
يصدر الصاروخ الشعاع المرسل فيصطدم بالهدف ويرتد إلى الصاروخ فيبدأ الصاروخ قي تتبع الهدف.
ويعتبر هذا النظام نظري ولم يتم استخدامه فعلياً نظراً لتكلفته الباهظة لأن المرسل والمستقبل يكونان داخل الصاروخ الذي سيصطدم بالهدف وينفجر.

## التوجيه الذاتى نصف الإيجابى
و يكون مصدر شعاع التوجيه هو مصدر ثالث غير الصاروخ والهدف (محطة توجيه أرضية عادةً) ويعمل كالتالى:
يصدر شعاع التوجيه من المصدر الأرضي إلى الفضاء فيصطدم بالهدف ويرتد إلى الصاروخ الذي يتتبع الشعاع حتى إصابة الهدف.
ويستخدم هذا النظام قي أنظمة الصواريخ الأرض جو الحديثة المتوسطة والبعيدة المدى منها: سام 6 - البوك - الهوك - أس - 300
و يعتبر هذا النظام أقل تكلفة لأن المرسل يكون في المحطة الأرضية ولا يتم تدميره.

## التوجيه الذاتي السلبي
و يكون مصدر شعاع التوجيه هو الهدف ذاته ويعمل كالتالي:
حيث يعمل الصاروخ عادة على أي نوع من الأشعة الناتجة عن الهدف وعادة تكون الأشعة تحت الحمراء الناتجة من الحرارة المتولدة من محركات الهدف فيتتبع الصاروخ الهدف حتى إصابته.
ويستخدم هذا النظام قي أنظمة الصواريخ الأرض جو القصيرة المدى منها : سام7 - شابرال - أفنجر - إستنجر - الإيجلا
و هو تكلفته قليلة أيضاً لإن صواريخه صغيرة عادة كما أن المنظومة ليس بها مرسل إشعاع وبه ميزة أخرى أن هذه الصواريخ تكون صغيرة عادة يمكن إطلاقها من على الكتف ويكون هذا الأسلوب مميز قي كمائن الطائرات.